# 骆维驹
骆维驹（1911年—1991年），男，安徽广德人，中国机械工程与飞行器制造专家，曾任第七机械工业部第三研究院159厂副厂长兼总工程师、厂长。